# Trachypithecus shortridgei
Trachypithecus shortridgei (Лутунг Шотріджа) — вид приматів з роду Trachypithecus родини мавпові. Цей таксон був відділений від Т. pileatus Грувсом (2001).

## Опис
Кольором хутра нагадує Т. pileatus. Це тонкі примати з хвостом, який більший, ніж тіло.

## Поширення
Країни проживання: Китай; М'янма. Цей вид зустрічається в основному в вічнозелених і напів-вічнозелених лісах на висотах від 200 до 2500 м.

## Стиль життя
Значною мірою деревний, іноді наземний, і листоїдний.

## Загрози та охорона
На цих тварин полюють для їжі і традиційної «медицини». Втрата середовища існування для сільського господарства та лісовий видобуток також є однією з основних загроз. Цей вид занесений в Додаток I СІТЕС. Зустрічається в деяких ПОТ.